# Xavier Arreaga
Xavier Ricardo Arreaga Bermello (Guayaquil, 1994. szeptember 28. –) ecuadori válogatott labdarúgó, az amerikai Seattle Sounders hátvédje.

## Pályafutása

### Klubcsapatokban
Arrega az ecuadori Guayaquil városában született. Az ifjúsági pályafutását a helyi Unión Española de Guayaquil csapatában kezdte, majd a Halley akadémiájánál folytatta.
2012-ben mutatkozott be a Halley felnőtt csapatában. 2012-ben a Mantához, majd 2015-ben a Barcelona SC-hez igazolt. 2019. május 7-én szerződést kötött az észak-amerikai első osztályban szereplő Seattle Sounders együttesével. Először a 2019. május 27-ei, Sporting Kansas City ellen 3–2-re elvesztett mérkőzés 38. percében, Kim Kihi cseréjeként lépett pályára. Első gólját 2021. május 17-én, a Los Angeles ellen hazai pályán 2–0-ra megnyert találkozón szerezte meg.

### A válogatottban
Arreaga 2018-ban debütált az ecuadori válogatottban. Először a 2018. november 21-ei, Panama ellen 2–1-re megnyert mérkőzésen lépett pályára. Első válogatott gólját 2020. november 17-én, Kolumbia ellen 6–1-es győzelemmel zárult VB-selejtezőn szerezte meg.

## Statisztikák
2023. június 1. szerint
| Klub             | Szezon   | Osztály  | Bajnokság | Bajnokság | Kupa  | Kupa | Nemzetközi | Nemzetközi | Összesen | Összesen |
| Klub             | Szezon   | Osztály  | Meccs     | Gól       | Meccs | Gól  | Meccs      | Gól        | Meccs    | Gól      |
| ---------------- | -------- | -------- | --------- | --------- | ----- | ---- | ---------- | ---------- | -------- | -------- |
| Seattle Sounders | 2019     | MLS      | 17        | 0         | 0     | 0    | —          | —          | 17       | 0        |
| Seattle Sounders | 2020     | MLS      | 15        | 0         | 0     | 0    | 2          | 0          | 17       | 0        |
| Seattle Sounders | 2021     | MLS      | 27        | 2         | 0     | 0    | 3          | 0          | 30       | 2        |
| Seattle Sounders | 2022     | MLS      | 27        | 1         | 0     | 0    | 8          | 0          | 35       | 1        |
| Seattle Sounders | 2023     | MLS      | 7         | 0         | 2     | 0    | —          | —          | 9        | 0        |
| Összesen         | Összesen | Összesen | 93        | 3         | 2     | 0    | 13         | 0          | 108      | 3        |

### A válogatottban
| Válogatott | Év       | Pályára lépés | Gól |
| ---------- | -------- | ------------- | --- |
| Ecuador    | 2018     | 1             | 0   |
| Ecuador    | 2019     | 5             | 0   |
| Ecuador    | 2020     | 4             | 1   |
| Ecuador    | 2021     | 4             | 0   |
| Ecuador    | 2022     | 4             | 0   |
| Ecuador    | 2023     | 2             | 0   |
| Összesen   | Összesen | 20            | 1   |

#### Góljai a válogatottban
| # | Időpont            | Helyszín                                    | Ellenfél | Gólok | Eredmény | Kiírás               |
| - | ------------------ | ------------------------------------------- | -------- | ----- | -------- | -------------------- |
| 1 | 2020. november 17. | Estadio Rodrigo Paz Delgado, Quito, Ecuador | Kolumbia | 4–0   | 6–1      | 2022-es VB-selejtező |

## Sikerei, díjai
Seattle Sounders
- MLS
  - Bajnok (1): 2019

- CONCACAF-bajnokok ligája
  - Győztes (1): 2022